# Le Faou
Le Faou település Franciaországban, Finistère megyében. Lakosainak száma 1882 fő (2022. január 1.). Le Faou Hanvec, Rosnoën és Pont-de-Buis-lès-Quimerch községekkel határos.

## Népesség
A település népességének változása:
| Lakosok száma | 1313 | 1554 | 1522 | 1669 | 1725 | 1723 | 1727 | 1744 | 1782 | 1882 |
|               | 1968 | 1982 | 1990 | 2006 | 2013 | 2015 | 2017 | 2019 | 2020 | 2022 |